# Chrześcijański Związek Jedności Narodowej

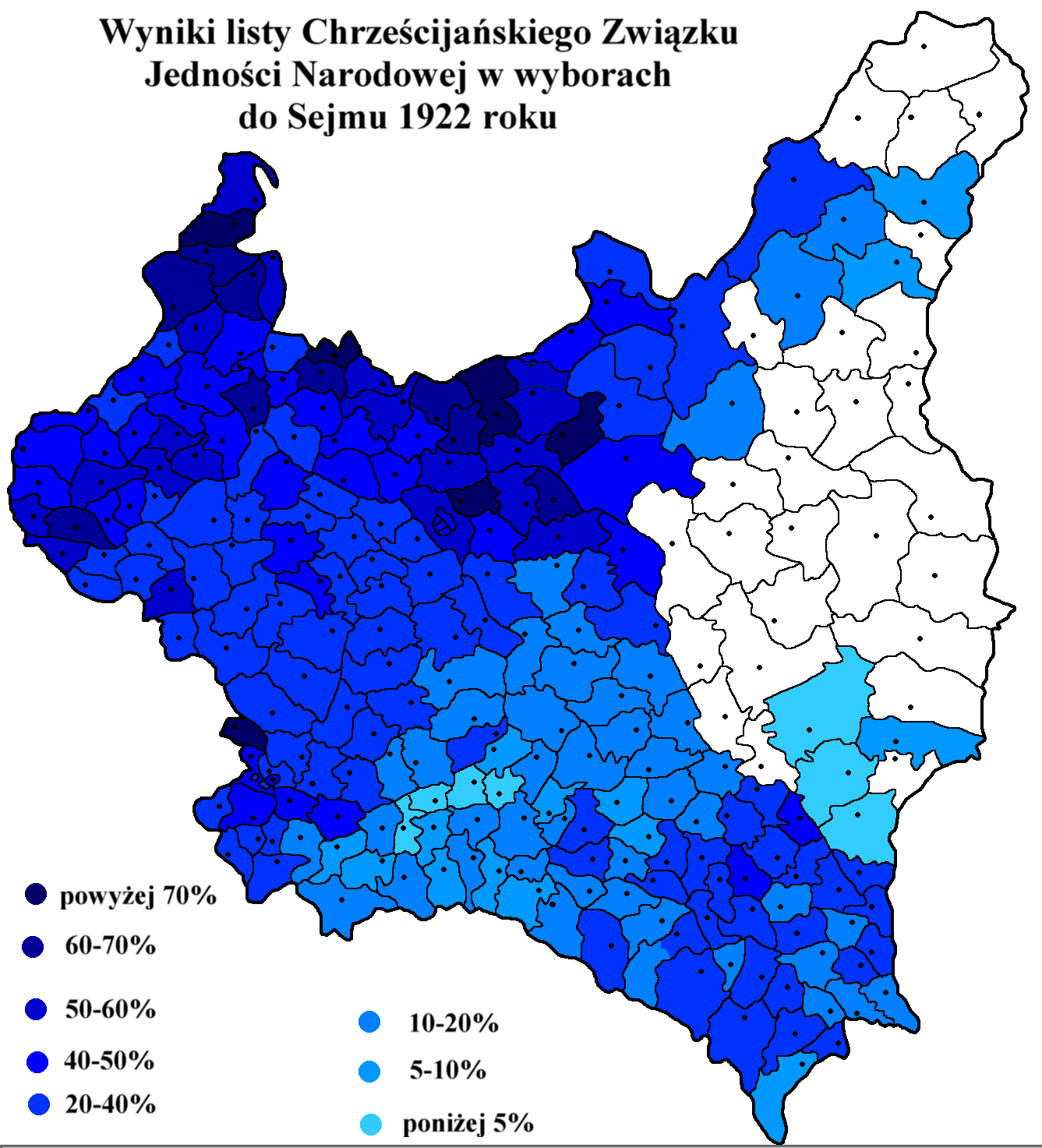
Wyniki listy Chrześcijańskiego Związku Jedności Narodowej w wyborach do Sejmu 1922 roku

Chrześcijański Związek Jedności Narodowej (ChZJN, potocznie Chjena) – powstał 16 sierpnia 1922 jako koalicja wyborcza Związku Ludowo-Narodowego, Chrześcijańsko-Narodowego Stronnictwa Pracy, Narodowo-Chrześcijańskiego Stronnictwa Ludowego i Chrześcijańsko-Narodowego Stronnictwa Rolniczego.
Chjena wygrała wybory do parlamentu w 1922, uzyskując 163 mandaty poselskie (na 444) i 48 senatorskich (na 111). Nie powołała jednak wspólnego klubu parlamentarnego. Po zawarciu 28 maja 1923 tzw. paktu lanckorońskiego z PSL „Piast”, utworzono koalicyjny drugi rząd Wincentego Witosa, tzw. rząd Chjeno-Piasta (funkcjonujący od 28 maja do 14 grudnia 1923). 10 maja 1926 powstał trzeci rząd Wincentego Witosa, czyli kolejny rząd Chjeno-Piasta, który obalony został 4 dni później przez przewrót majowy.
Po przewrocie majowym ChZJN nie startowało w wyborach jako blok.